# Boommuggenstrontjesmos
Boommuggenstrontjesmos (Strangospora deplanata) is een korstmossoort uit de familie Strangosporaceae. Het heeft in symbiose met een chlorococcoïde alg. Het komt voor op bomen in bossen.

## Kenmerken
Boommuggenstrontjesmos vormt een witgrijzig thallus met daarop zowel apotheciën als pycnidiën. De kleine apotheciën van slechts 0,25 tot 0,3 mm doorsnede zijn zwart, plat en hebben een onduidelijke aanzet tot een rand. Onder de microscoop zijn de veelsporige asci met zeer kleine, kogelronde ascosporen (2 tot 3 µm) opvallend. Het epihymenium is donker grijsachtig van kleur. Het hymenium en het hypothecium zijn kleurloos. De pycnidiën zijn zeer klein en steken boven het thallusoppervlak. Ze zijn zwart van kleur, maar worden meestal bedekt met een dun wittig schimmellaagje, en dragen aan de top vaak een propje witte conidiën. De conidiën zijn ovaal tot rond en 1,5 tot 2 µm groot.

## Verspreiding
Het verspreidingsgebied van boommuggenstrontjesmos omvat Noord-Amerika en Europa. In Nederland is de soort zeer zeldzaam.